# Пам'ятник Григорію Артинову

Пам'ятник в 2010

Пам'ятник Григо́рію Арти́нову — бронзова повнофігурна паркова скульптура-пам'ятник Григорію Артинову. Розташована у парку на Європейській площі у Вінниці. Автор — Володимир Цісарик.

## Історія
Пам'ятник першому архітекторові Вінниці Артинову Григорію Григоровичу встановлено 11 вересня 2010 року на Європейській площі. Над створенням пам'ятника працював львівський скульптор Володимир Цісарик.
Артинов близько 20 років, до самої смерті, працював у Вінниці. Григорій Артинов спроєктував будівлі: 2-ї школи (колишньої жіночої гімназії), бібліотеки ім. Тімірязєва, театру ім. Садовського, будівлі колишньої міської Думи, готелю «Савой» та однієї з головних візитівок Вінниці — водонапірної вежі. Під керівництвом Артинова збудовано залізні мости через острів Кемпу, які з'єднували береги аж до побудови Центрального мосту; першу електричну станцію та перший водогін, а ще — першу лінію міського трамвая та суперфосфатного заводу.